# Wij Staan Op!
Wij Staan Op! is een in 2015 opgerichte Nederlandse actiegroep en stichting binnen de gehandicaptenbeweging, gericht op  jongvolwassenen met een fysieke handicap. De groep streeft naar een toegankelijke, inclusieve samenleving zonder validisme (de uitsluiting en discriminatie van mensen met een fysieke en/of zintuiglijke handicap, chronische ziekte, psychische aandoening of neurodivergentie). De groep was nauw betrokken bij de ratificatie van het VN-verdrag handicap. De stichting werkt samen met de Coalitie voor Inclusie. Net als Feminists Against Ableism, Terug naar de bossen en Xterhood is Wij Staan Op! een collectief dat is opgericht na 2010 en dat disability justice (rechtvaardigheid voor mensen met een beperking) centraal stelt.

## Oprichting en actie tegen de participatiewet
Wij Staan Op! werd opgericht in 2015 op initiatief van Pauline Gransier, Jiska Ogier en Amber Bindels en zeven anderen, allen vrijwilligers met een handicap, en een team van ondersteuners. In het eerste jaar ging Wij Staan Op! in gesprek  met Emile Roemer, fractievoorzitter van de Socialistische Partij (SP), over de realisatie van een toegankelijke samenleving. Roemer uitte zijn verbazing over bijvoorbeeld de 'verborgen kosten' waar mensen met een beperking mee te maken hebben.
Aanleiding voor de oprichting was de invoering van de Participatiewet. Deze wet, die is ingegaan op 1 januari 2015, verving het voorgaande stelsel van Wet werk en bijstand (WWB), Wet sociale werkvoorziening en een groot deel van de Wet arbeidsongeschiktheidsvoorziening jonggehandicapten (Wajong). Een van de doelen van de wet is jonggehandicapten en anderen met een 'arbeidshandicap' aan het werk te krijgen op de reguliere arbeidsmarkt. Met deze wet is het werkgevers toegestaan de werknemer een lager loon te betalen dan het minimumloon. Hierdoor bouwt de werknemer geen aanvullend pensioen meer op. Vanuit de wet wordt het inkomen van de werknemer door de gemeente aangevuld tot het sociaal minimum dat voor diegene van toepassing is. Hierbij geldt wel een vermogenstoets en wordt rekening gehouden met de kostendelersnorm en het vermogen en inkomen van degenen met wie men een gezamenlijke huishouding voert. Deze voorwaarden waren er niet in de Wajong, daarom is dit voor deze doelgroep als geheel een achteruitgang.
Meerdere organisaties en individuen protesteerden tegen de regel dat werkgevers onder het minimumloon konden zakken voor werknemers met een arbeidsbeperking. Noortje van Lith schreef hierover een open brief aan minister-president Mark Rutte die veel bijval ontving. Wij Staan Op! stelde dat de nieuwe regeling de bureaucratische last verschuift naar toch al kwetsbare werknemers.
Naomi Doevendans diende in oktober 2018 namens Wij Staan Op! een petitie in bij de Tweede Kamer om te protesteren tegen de gevolgen van de Participatiewet en voor gelijke kansen op de arbeidsmarkt. De petitie werd bijna 90.000 keer ondertekend. De petitie werd ondersteund door GroenLinks.
De werkgelegenheid en inkomenssituatie voor mensen met een beperking blijft een belangrijk speerpunt: de Werkcoalitie, waar Wij Staan Op! deel van uitmaakt, overhandigde in juni 2022 een manifest aan Carola Schouten, minister van armoedebeleid en participatie, met daarin vier voorstellen om de bestaanszekerheid voor mensen met een beperking te verbeteren.

## Handvest
De stichting heeft een handvest gepubliceerd met daarin stellingen die als leidraad dienen om de maatschappij inclusief en toegankelijk te maken. Het handvest is "een oproep aan de Nederlandse samenleving om de manier waarop zij naar gehandicapten kijkt en daarmee omgaat te kantelen." Op 16 februari 2016 bood Wij Staan Op! het manifest aan aan de vaste Kamercommissie voor Volksgezondheid, Welzijn en Sport (VWS) van de Eerste Kamer. Het werd in ontvangst genomen door commissievoorzitter Maria Martens.

## VN-verdrag Handicap
Initiatiefnemers Gransier en Bindels zaten op 21 januari 2016 op de publieke tribune toen de Tweede Kamer het wetsvoorstel aannam voor de ratificatie van het VN-verdrag Handicap, dat op 14 juni dat jaar leidde tot de formele ratificatie. In een interview met koepelorganisatie Ieder(in) in juli 2023 zeiden Gransier en Bindels dat de randvoorwaarden in het verdrag nog nauwelijks zijn gerealiseerd in Nederland en dat de landelijke overheid daarvoor ook geen uitvoeringsplan heeft. Volgens Gransier zou het VN-verdrag het beste overgedragen kunnen worden van het ministerie van Volksgezondheid, Welzijn en Sport (VWS) naar ministerie van Binnenlandse Zaken, omdat het verdrag niet alleen gaat over zorg, maar over algemene mensenrechten. Bovendien zou VWS nu het eigen beleid controleren. Daarnaast zou een uitbreiding van het mandaat van het College voor de Rechten van de Mens noodzakelijk zijn, zodat ze niet langer alleen adviseren maar ook verplichtingen op kunnen leggen. Ook pleit ze voor een onafhankelijk instituut voor en door mensen met een beperking om de samenleving en de overheid voor te lichten en te adviseren.

## Openbaar vervoer
Samen met andere organisaties, zoals Ieder(in), zet Wij Staan Op! zich in voor een toegankelijk openbaar vervoer (OV) waar mensen met een mobiliteitsbeperking zelfstandig, dus zonder assistentie, gebruik van kunnen maken. De Tweede Kamerleden Stieneke van der Graaf en Carla Dik-Faber verzochten de regering in een motie "om NS en ProRail te stimuleren de onbenutte mogelijkheden voor het verbeteren van reizen met een beperking te verkennen, daarbij gebruik te maken van de suggesties van Wij Staan Op! en leder(in)." De organisatie is in overleg met de Nederlandse Spoorwegen (NS) om de toegankelijkheid van het treinvervoer in Nederland te verbeteren.

## #JeKomtErNietIn
Op sociale media introduceerde Wij Staan Op! begin 2016 de hashtag #JeKomtErNietIn, om aandacht te vragen voor de ontoegankelijkheid in Nederland. Op Twitter kwamen hierop binnen enkele dagen duizenden reacties.
Mede dankzij Wij Staan Op! werd in januari 2016 door de Tweede Kamer besloten dat alle openbare gebouwen uiterlijk in 2017 toegankelijk moeten zijn voor mensen met een beperking. Het ging om een compromis; bedrijven worden alleen verplicht eenvoudige maatregelen te nemen en hoeven geen hoge kosten te maken.

## Brandbrief Veiligheidsregio Amsterdam-Amstelland
Ook festivals en andere evenmenten zijn nog lang niet altijd toegankelijk. De organisatie schreef hierover in 2018 een brandbrief aan de Veiligheidsregio Amsterdam-Amstelland. Volgens de formele regels zou een looppad minimaal 110 centimeter breed moeten zijn, en hoewel dat voldoende is voor mensen die een rolstoel gebruiken om het looppad te gebruiken is het niet voldoende om veilig te keren.

## Erkenning
Wij Staan Op! ontving een prijs van het kennisprogramma Cliëntenparticipatie tijdens de uitreiking van de vierde Movisie Participatieprijs
Gransier werd in 2016 genomineerd voor de Top 100 onbeperkt, een initiatief van het DELA goededoelenfonds voor de meest inspirerende mensen met een beperking van Nederland. De winnaar wordt gekozen door een jury en publiek en wint tienduizend euro voor een goed doel naar keuze.
In november 2020 won Wij Staan Op!-lid Thijs de Lange wegens zijn betrokkenheid bij de stichting de jaarlijkse AUV-alumnusprijs van de Amsterdamse Universiteits-Vereniging voor alumni van de Universiteit van Amsterdam.